# Papasula abbotti
La sula di Abbott (Papasula abbotti Ridgway, 1893) è un grosso uccello marino della famiglia dei Sulidi; è l'unica specie del genere monotipico Papasula. Molto rara, è endemica dell'Oceano Indiano e nidifica, oggi, su un'isola soltanto, l'Isola di Natale (o Isola Christmas), sita a sud di Giava.

## Descrizione
La sula di Abbott è lunga circa 79 cm e pesa intorno ai 1460 grammi. Il suo piumaggio bianco e nero la distingue dagli altri Sulidi presenti nella regione. È in grado di riprodursi solamente a partire dagli otto anni di età, ma anche allora, mediamente, porta a termine con successo la nidificazione solo ogni due anni; può vivere fino a 40 anni.

## Distribuzione e habitat
Un tempo è certo che la sula di Abbott nidificava anche nell'Oceano Indiano occidentale, in particolare sull'Isola di Assumption nel gruppo di Aldabra (dove William Louis Abbott, al cui nome la specie è dedicata, la raccolse nel 1892, e dove si mantenne con poche coppie fino almeno al 1926), su Rodrigues e forse su Mauritius (dove nel 1890 furono trovate delle ossa subfossili), e sembra inoltre che nidificasse anche nelle Chagos, un gruppo insulare sito nell'Oceano Indiano centrale. Oggi, come si è detto, l'unico e ultimo rifugio della specie è rappresentato dall'Isola di Christmas, dove secondo le ultime stime sopravvivono circa 3000 coppie nidificanti in tutto. Nell'aprile 2007 un esemplare di questa specie è stato fotografato all'interno di una colonia di sule su Rota, una delle Isole Marianne Settentrionali, nell'Oceano Pacifico.

## Biologia
Secondo l'ornitologo scozzese Bryan Nelson, oggi certamente la più grande autorità al mondo in fatto di sule, la sula di Abbott presenta caratteristiche molto peculiari, e appare sotto molti aspetti più primitiva delle altre specie. Come la sula piedirossi (Sula sula), essa nidifica esclusivamente su grossi alberi della foresta tropicale all'interno dell'isola, e mostra significativi interessanti adattamenti a questo insolito tipo di nidificazione: mentre le altre specie sono tutte molto aggressive, cimentandosi in lunghi e talvolta cruenti combattimenti territoriali, la sula di Abbott è infatti singolarmente inibita a tale riguardo (un atteggiamento aggressivo comporterebbe in effetti il rischio di cadere dall'albero, al di sotto della volta arborea con effetti fatali) e si limita a evitare la vista del vicino semplicemente chiudendo l'occhio di quel lato, ciò che facilita la vicinanza tra individui senza che si scatenino comportamenti aggressivi.

### Riproduzione
Come le sule vere e proprie (la settentrionale, quella del Capo e quella australiana), ma a differenza delle specie tropicali del genere Sula (chiamate in genere boobies), la sula di Abbott ha evoluto inoltre intense ed elaborate cerimonie di corteggiamento, e la coppia si forma e resta unita, pare, per l'intera vita. La nidificazione avviene però solo ogni due anni, iniziando il ciclo a maggio-giugno con la deposizione dell'uovo e terminando non prima del luglio-agosto dell'anno successivo. L'uovo è il più grosso tra tutte le sule (fino al 7,6% del peso della femmina) e il periodo di incubazione (55 giorni) il più lungo. Il successo riproduttivo, per contro, è il più basso, anzi veramente e singolarmente bassissimo, non superando mai il 10 per cento delle uova deposte (per giunta ogni due anni).

### Alimentazione
Gli esemplari adulti si nutrono di pesci e calamari e nutrono i pulcini con cibo rigurgitato.

## Conservazione
Gran parte dei siti di nidificazione della sula di Abbott sono stati distrutti dall'estendersi delle miniere di fosfati negli anni '60 e '70 e da allora questo uccello è stato inserito tra le specie in pericolo. Sull'Isola di Christmas la sopravvivenza della specie è minacciata dai cicloni, dal degrado dei siti di nidificazione e dalla formica pazza gialla (Anoplolepis gracilipes). In mare, invece, costituiscono fattori di rischio la sovrappesca e l'inquinamento marino.